# 1296
- Wikisource

| Calendário gregoriano                                                        | 1296 MCCXCVI                                          |
| Ab urbe condita                                                              | 2049                                                  |
| Calendário arménio                                                           | 745 – 746                                             |
| Calendário bahá'í                                                            | -548 – -547                                           |
| Calendário budista                                                           | 1840                                                  |
| Calendário chinês                                                            | 3992 – 3993 Início a 5 de fevereiro (aproximadamente) |
| Calendário copta                                                             | 1012 – 1013                                           |
| Calendário etíope                                                            | 1288 – 1289                                           |
| Calendários hindus - Vikram Samvat - Calendário nacional indiano - Cáli Iuga | 1351 – 1352 1217 – 1218 4396 – 4397                   |
| Calendário Holoceno                                                          | 11296                                                 |
| Calendário islâmico                                                          | 695 – 696                                             |
| Calendário judaico                                                           | 5056 – 5057                                           |
| Calendário persa                                                             | 674 – 675                                             |
| Calendário rúnico                                                            | 1546                                                  |
| Calendário solar tailandês                                                   | 1839                                                  |

1296 (MCCXCVI, na numeração romana) foi um ano bissexto do século XIII do Calendário Juliano, da Era de Cristo, e as suas letras dominicais foram  A e G (52 semanas), teve início a um domingo e terminou a uma segunda-feira.
| Ano completo                       |
| ---------------------------------- |
| Ano bissexto com início ao domingo |

## Eventos
- Ano de criação da Pólvora.
- Portugal: D. Dinis concede Carta de Foral a Ílhavo.

## Mortes
- 1 de Novembro - Guilherme Durando, humanista, eclesiástico e bispo francês (n. 1230).